# Cattedrale di Alaminos
La cattedrale di San Giuseppe Patriarca (in filippino: Katedral ni San Jose ang Patriyarka), conosciuta anche come Cattedrale di Alaminos, è il principale luogo di culto della città di Alaminos, Pangasinan, in Filippine, sede vescovile dell'omonima diocesi.